# Жанна Ебютерн
Жáнна Ебютéрн (Фр. Jeanne Hébuterne; 6 квітня 1898, Мо — 26 січня 1920, Париж) — французька художниця, модель і неофіційна дружина художника Амедео Модільяні.

## Біографія

### Дитинство і юність
Народилася в Парижі в католицькій сім'ї, її батько працював в універмазі Бон-Марше. Потрапила в коло художників Монпарнаса завдяки своєму брату Андре Ебютерну, який хотів стати художником. Жанна працювала моделлю у Цуґухару Фудзіту. Поступила в Академію Колароссі, оскільки прагнула зробити кар'єру в галузі мистецтва і володіла непересічним талантом.

### Зустріч з Амедео Модільяні
Навесні 1917 року Жанну Ебютерн відрекомендувала Амедео Модільяні скульпторка Ганна Орлова, яка часто, як інші представники мистецтва використовувала учнів Академії в якості моделей. У Жанни невдовзі почався роман з харизматичним художником, який вилився в любовний зв'язок. Незабаром вона переїхала до нього, незважаючи на протидію її католицьких батьків.
Швейцарський письменник Шарль-Альбер Сингріа описував її як ніжну, сором'язливу, спокійну і делікантну. Саме вона стала головною героїнею живопису Модільяні. Восени 1918 року пара змінила Париж на теплий клімат Ніцци, розташованої в Французькій Рив'єрі, де агент Модільяні сподівався продати його роботи заможним знавцям мистецтва, які провeли там зиму. Перебуваючи в Ніцці, 29 листопада Жанна народила доньку. Навесні наступного року вони повернулися до Парижу і Жанна знову завагітніла. У той час Модільяні страждав від туберкульозного менінгіту і його стан швидко погіршувався.

### Смерть
24 січня 1920 року Амедео Модільяні помер. Сім'я Жанни привезла її додому, але жінка не змогла пережити втрату і наступного дня після смерті Модільяні викинулась з вікна п'ятого поверху, вбивши себе і ненароджену дитину. Родичі поховали Жанну на цвинтарі Баньє. Майже через десять років труну перепоховали на цвинтарі Пер-Лашез поряд з Модільяні.

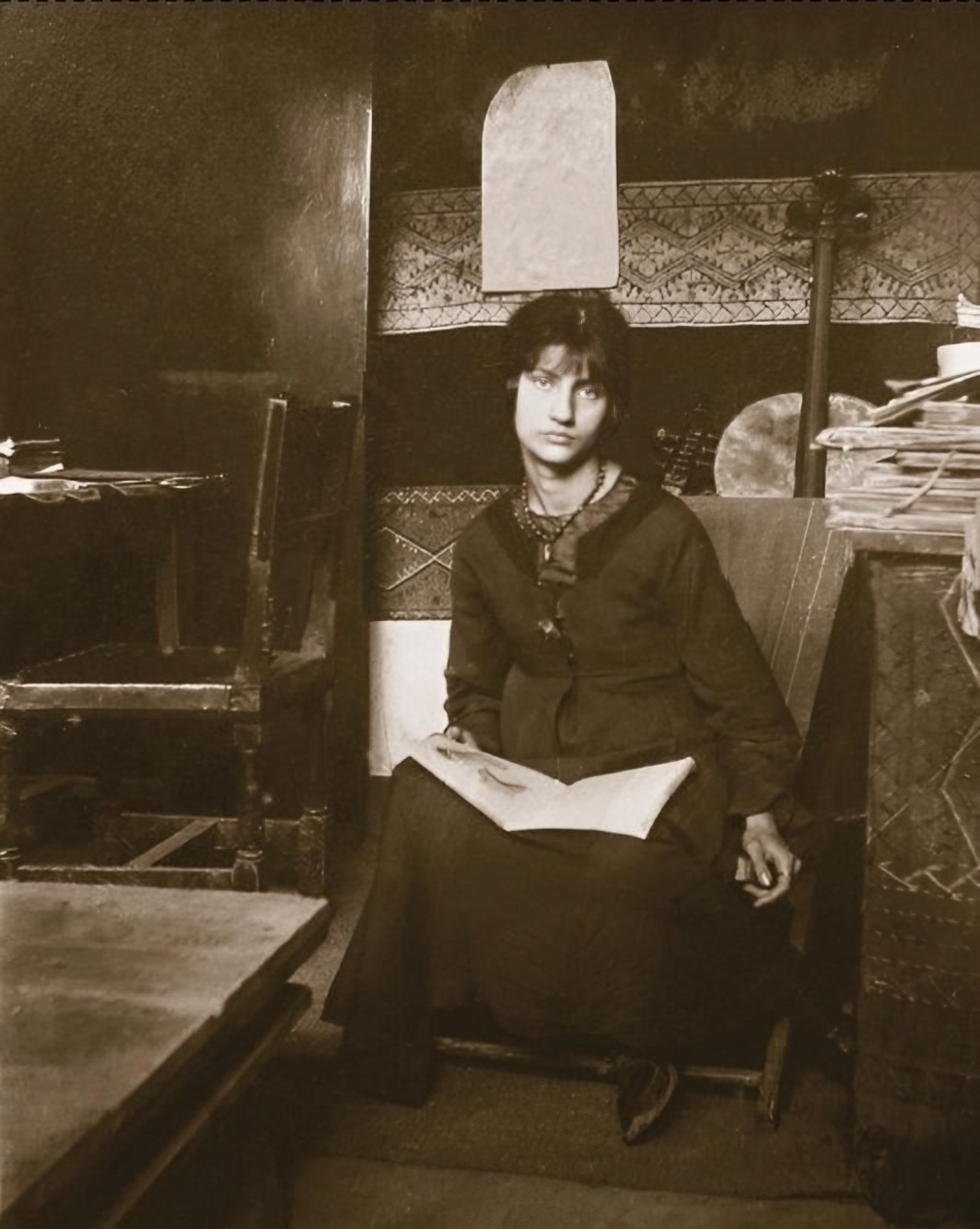
1918 рік

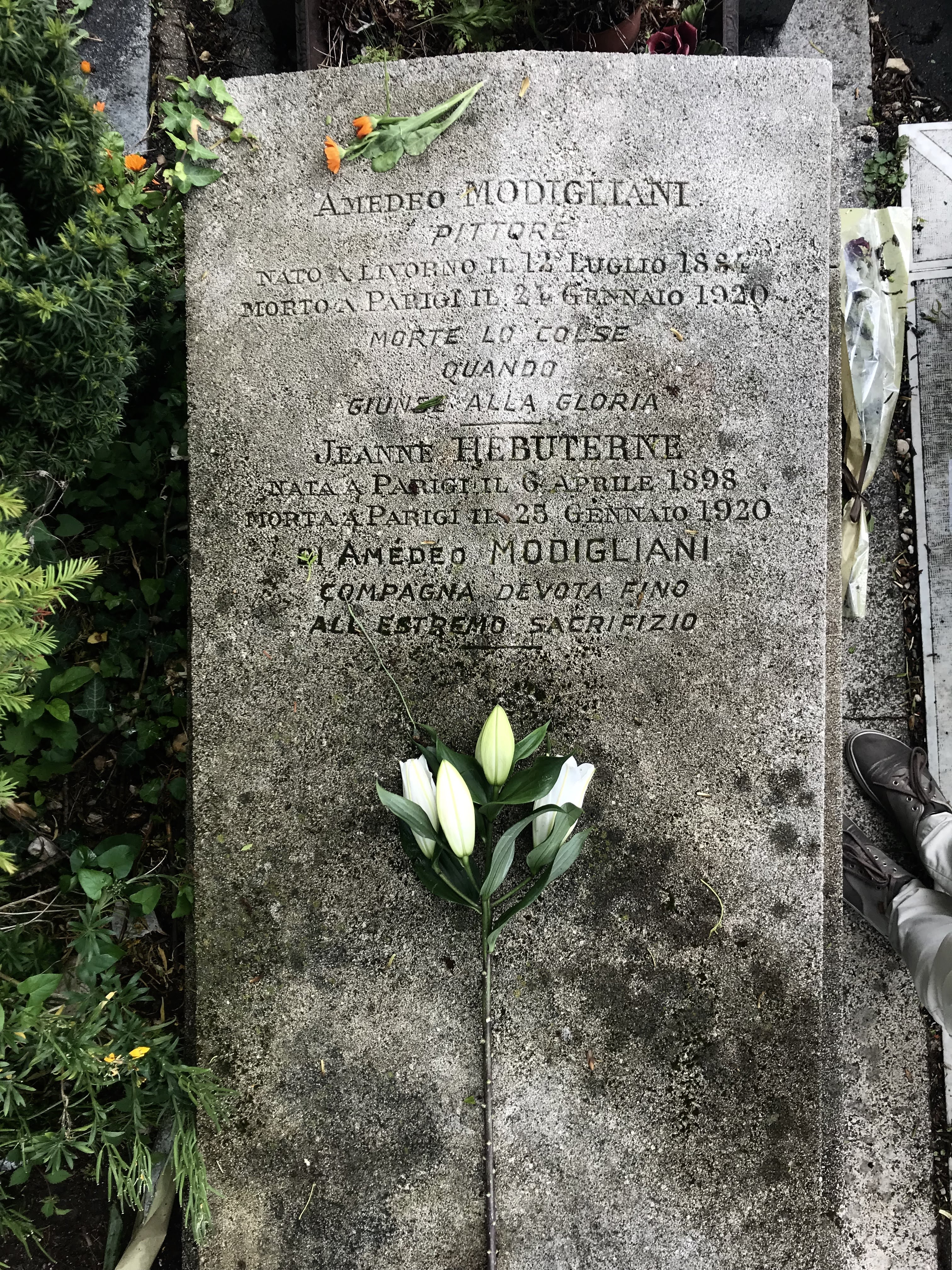
Могила Амедео Модільяні та Жанни Ебютерн

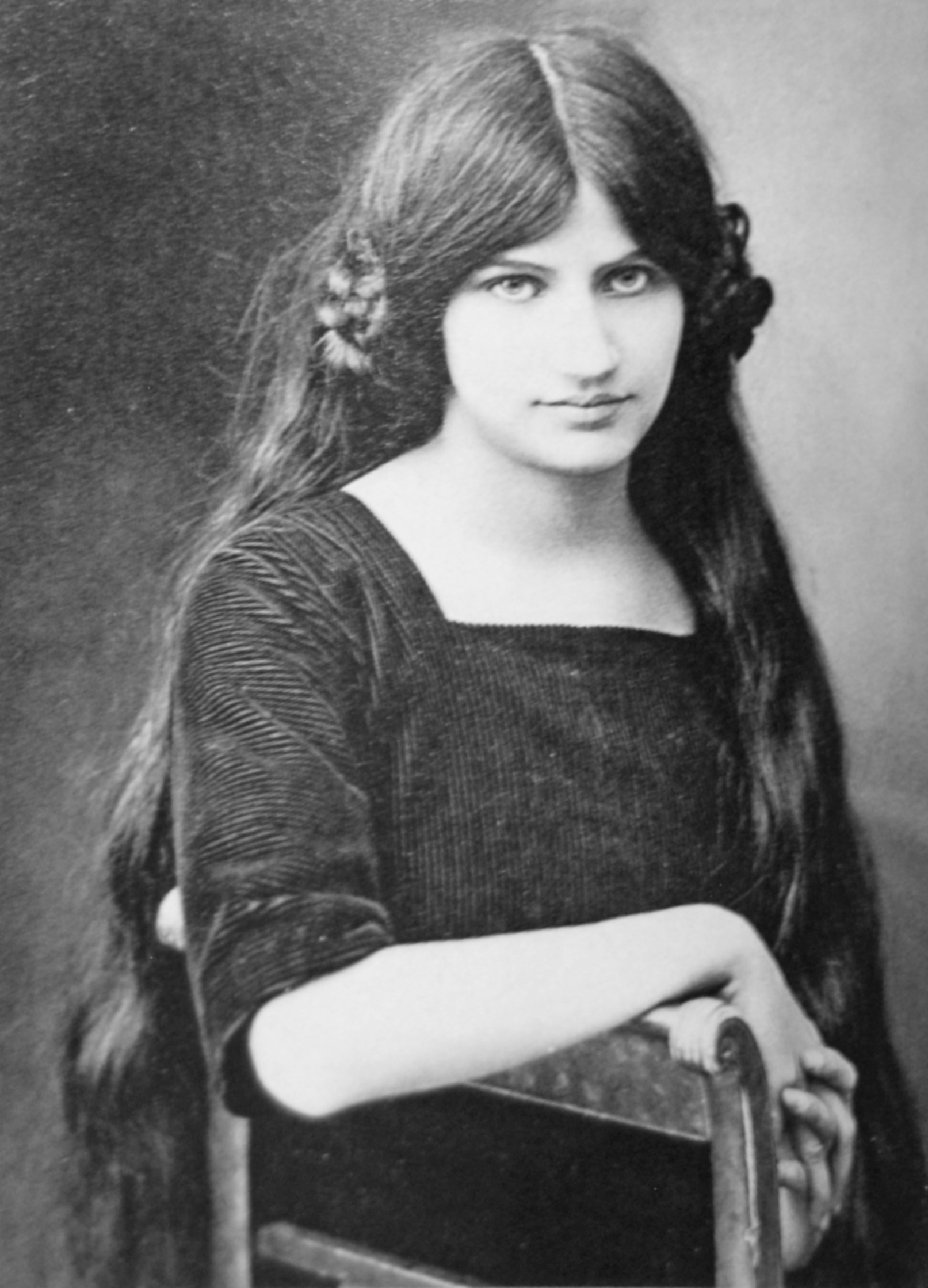
До зустрічі з Амедео, 15 грудня 1916 року

## Діти
Їхню доньку Жанну (1918-1984) взяла на виховання сестра Амедео Модільяні, яка жила у Флоренції, Італія. Жанна виросла, практично нічого не знаючи про своїх батьків, і тільки в дорослому віці дізналася деталі про їхнє життя. В 1958 році вона написала біографію свого батька, опубліковану англійською мовою в США під назвою «Модільяні: Людина і Міф».

## В кінематографі
- У байопіку про життя Модільяні «Монпарнас 19» роль Жанни виконала Анук Еме.
- У фільмі «Модильяни» ця роль дісталась Ельзі Зільберштейн.